# Funkční potraviny
Funkční potraviny (Functional foods) jsou potraviny vyrobené z přirozeně se vyskytujících složek tak, aby měly krom prosté výživné hodnoty i příznivý účinek na zdraví konzumenta. Nejčastěji se lze setkat s potravinami obohacenými vitamíny, kyselinami nebo probiotiky.

## Základní typy působení
- posilování imunity
- prevence proti nemocem
- příznivé ovlivnění fyzického a duševního stavu
- zpomalení procesu stárnutí

## Rychlost působení
Funkční potraviny nejsou léky a aby se projevil jejich účinek, musí se jíst relativně dlouho. Každopádně je však nutná jejich dlouhodobá až celoživotní kombinace, aby zůstalo zachováno jejich působení. Konzumní potraviny dělíme podle doby, po které se projeví jejich konzumace, na působící již po krátkodobé konzumaci (v řádu týdnů), střednědobé konzumaci (měsíce až roky) a dlouhodobé konzumaci (desetiletí). I u funkčních potravin, které se projeví již po krátké době (např. fytosteroly snižující hladinu cholesterolu), je třeba pamatovat, že je třeba je konzumovat dlouhodobě - neboť krátkodobé zlepšení situace (např. snížení cholesterolu) nemá celkově na kvalitu zdraví a života člověka významný efekt.
Funkční potraviny jsou stále častěji považovány za důležitou součást profylaktické léčby a prevence civilizačních chorob. Je například doložen vliv imunomodulačních probiotik při podpoře léčby rakovinových onemocnění.